# アントニオバローズ
アントニオバローズ（欧字名:Antonio Barows、2006年4月24日 - 2010年6月3日）は、日本の競走馬。
主な勝ち鞍は、2009年のシンザン記念（GIII）。

## 生涯

### デビューまで
リトルアローは、アメリカで生産された牝馬で、父はキングマンボである。2004年秋のキーンランド繁殖牝馬セールに出品され、北海道新冠町にて夫婦で牧場を営んでいる前川隆範が購入した。前川牧場では、水田にて農業を営んでおり、兼業でサラブレッド生産を行っていた。輸入後の2005年に持込馬を出産。同じく2005年の日本で初めてとなる交配相手では、前年に他の繁殖牝馬で出来が良かった生産馬がいたことから、マンハッタンカフェが選ばれた。
2006年4月24日、青鹿毛の牡馬（後のアントニオバローズ）が誕生。コンサイナーに委託せず自らで仕上げ、2007年北海道セレクションセール1歳部門に出場。猪熊広次が税抜き1470万円で落札した。人名「アントニオ」に猪熊の用いる冠名「バローズ」を組み合わせた「アントニオバローズ」と命名され、栗東トレーニングセンターの武田博厩舎に入厩した。2歳の夏の時点で角田晃一は、「相当走る」と評価していた。

### 競走馬時代
2008年8月3日、小倉競馬場の新馬戦（芝1800メートル）にて単勝オッズ1.4倍の1番人気でデビューし、2着。2戦目、12月20日の未勝利戦（阪神競馬場芝1400メートル）で初勝利を挙げた。
3歳となった2009年、1月11日のシンザン記念（GIII）に単勝オッズ3.3倍の2番人気で出走した。スタートからで遅れたが、好位まで追い上げて直線3番手で進入。ダブルウェッジを外から並び、クビ差先着して先頭で入線し、重賞初出走初勝利となった。また武田博は自身が騎乗し、父である武田文吾が調教師として管理したシンザンを冠する競走を初めて勝利した。折り合いをつけることができずに走り切った姿に、スポーツニッポンは「持てる力の半分も出していない」と評している。
その後は、皐月賞のトライアル競走である弥生賞（GII）に出走する予定であったが、右肩跛行のために回避。直行した皐月賞（GI）では、出走登録をしたものの、栗東所属の関西馬が中山競馬場に入厩する際に必要な「滞在入厩貸付馬房貸付申請」を行わなかった。そのため、栗東から美浦トレーニングセンターを経由し、当日朝に中山競馬場に輸送する日程で出走したが、9着となった。
続いて東京優駿（日本ダービー）のトライアル競走であるプリンシパルステークス（OP）で2着となり、優先出走権を獲得。そして東京優駿（GI）では、中団から直線で一時抜け出す場面も見られたが、ロジユニヴァース、リーチザクラウンにかわされ3着となった。夏休みを経て秋は神戸新聞杯（GII）で復帰し、全14頭中11着。レース後に喘鳴症（のど鳴り）が判明した。それから武田が良化したと発言する中、菊花賞（GI）に出走するも最下位の18着。角田は「出直しですね。1周たってから、ノドが気になり始めました。GIだけに完調でないと....」としている。
休養を経て2010年2月のバレンタインステークス（OP）で1番人気で出走するも最下位16着となり、喘鳴症の再発が判明。4月に治療のため、北海道苫小牧市の社台ホースクリニックにて手術を実施した。手術自体は成功したものの、放牧先の岡山県の牧場へ移動する途中で肺炎を発症。栗東トレーニングセンターの診療所に入院して治療されたが、肺胸膜炎が回復することなく予後不良となった。最期は既に調教師へ転身していた角田などの関係者に看取られつつ、6月3日に安楽死処分。同日、日本中央競馬会の競走馬登録を抹消された。

## 競走成績
以下の内容は、netkeiba.comおよびJBISサーチの情報に基づく。
| 競走日 | 競走日 | 競走日 | 競馬場 | 競走名        | 格    | 距離 （馬場） | 頭 数 | 枠 番 | 馬 番 | オッズ （人気） | 着順 | タイム （上り3F） | 着差 | 騎手      | 斤量 [kg] | 1着馬 （2着馬）      | 馬体重 [kg] |
| ------ | ------ | ------ | ------ | ------------- | ----- | ------------- | ----- | ----- | ----- | --------------- | ---- | ----------------- | ---- | --------- | --------- | -------------------- | ----------- |
| 2008   | 08.    | 03     | 小倉   | 2歳新馬       |       | 芝1800m（良） | 15    | 8     | 15    | 01.40（1人）    | 02着 | 1:48.6 （35.1）   | -0.2 | 0角田晃一 | 54        | メイショウドンタク   | 496         |
|        | 12.    | 20     | 阪神   | 2歳未勝利     |       | 芝1400m（良） | 18    | 5     | 10    | 01.90（1人）    | 01着 | 1:22.1 （35.5）   | -0.4 | 0角田晃一 | 55        | （ゼットオーラ）     | 512         |
| 2009   | 01.    | 11     | 京都   | シンザン記念  | GIII  | 芝1600m（良） | 14    | 1     | 1     | 03.30（2人）    | 01着 | 1:35.3 （35.2）   | -0.0 | 0角田晃一 | 56        | （ダブルウェッジ）   | 514         |
|        | 04.    | 19     | 中山   | 皐月賞        | JpnI  | 芝2000m（良） | 18    | 7     | 14    | 70.6（12人）    | 09着 | 2:00.3 （36.4）   | -1.6 | 0角田晃一 | 57        | アンライバルド       | 514         |
|        | 05.    | 09     | 東京   | プリンシパルS | OP    | 芝2000m（良） | 17    | 2     | 4     | 03.00（1人）    | 02着 | 1:59.9 （35.1）   | -0.0 | 0角田晃一 | 56        | ケイアイライジン     | 510         |
|        | 05.    | 31     | 東京   | 東京優駿      | JpnI  | 芝2400m（不） | 18    | 5     | 10    | 23.30（8人）    | 03着 | 2:34.4 （39.8）   | -0.7 | 0角田晃一 | 57        | ロジユニヴァース     | 512         |
|        | 09.    | 27     | 阪神   | 神戸新聞杯    | JpnII | 芝2400m（良） | 14    | 5     | 8     | 03.80（2人）    | 11着 | 2:26.2 （36.1）   | -2.0 | 0角田晃一 | 56        | イコピコ             | 516         |
|        | 10.    | 25     | 京都   | 菊花賞        | JpnI  | 芝3000m（良） | 18    | 4     | 8     | 26.2（10人）    | 18着 | 3:07.7 （39.4）   | -4.2 | 0角田晃一 | 57        | スリーロールス       | 526         |
| 2010   | 02.    | 13     | 東京   | バレンタインS | OP    | 芝1400m（稍） | 16    | 4     | 8     | 03.70（1人）    | 16着 | 1:23.6 （36.3）   | -1.5 | 0角田晃一 | 56        | （ゲイルスパーキー） | 528         |

## 血統表
| アントニオバローズの血統                | アントニオバローズの血統              | アントニオバローズの血統             | （血統表の出典）                     | （血統表の出典） |
| 父系                                    | サンデーサイレンス系                  | サンデーサイレンス系                 | サンデーサイレンス系                 | [ § 2 ]          |
| 父 マンハッタンカフェ 1998 青鹿毛       | 父の父*サンデーサイレンス 1986 青鹿毛 | Halo                                 | Hail to Reason                       | Hail to Reason   |
| 父 マンハッタンカフェ 1998 青鹿毛       | 父の父*サンデーサイレンス 1986 青鹿毛 | Halo                                 | Cosmah                               |                  |
| 父 マンハッタンカフェ 1998 青鹿毛       | 父の父*サンデーサイレンス 1986 青鹿毛 | Wishing Well                         | Understanding                        | Understanding    |
| 父 マンハッタンカフェ 1998 青鹿毛       | 父の父*サンデーサイレンス 1986 青鹿毛 | Wishing Well                         | Mountain Flower                      |                  |
| 父 マンハッタンカフェ 1998 青鹿毛       | 父の母*サトルチェンジ 1988 黒鹿毛     | Law Society                          | Alleged                              | Alleged          |
| 父 マンハッタンカフェ 1998 青鹿毛       | 父の母*サトルチェンジ 1988 黒鹿毛     | Law Society                          | Bold Bikini                          |                  |
| 父 マンハッタンカフェ 1998 青鹿毛       | 父の母*サトルチェンジ 1988 黒鹿毛     | Santa Luciana                        | Luciano                              | Luciano          |
| 父 マンハッタンカフェ 1998 青鹿毛       | 父の母*サトルチェンジ 1988 黒鹿毛     | Santa Luciana                        | Suleika                              |                  |
| 母 *リトルアロー Little Arrow 1998 鹿毛 | 母の父Kingmambo 1990 鹿毛             | Mr. Prospector                       | Raise a Native                       | Raise a Native   |
| 母 *リトルアロー Little Arrow 1998 鹿毛 | 母の父Kingmambo 1990 鹿毛             | Mr. Prospector                       | Gold Digger                          |                  |
| 母 *リトルアロー Little Arrow 1998 鹿毛 | 母の父Kingmambo 1990 鹿毛             | Miesque                              | Nureyev                              | Nureyev          |
| 母 *リトルアロー Little Arrow 1998 鹿毛 | 母の父Kingmambo 1990 鹿毛             | Miesque                              | Pasadoble                            |                  |
| 母 *リトルアロー Little Arrow 1998 鹿毛 | 母の母Born a Lady 1981 鹿毛           | Tentam                               | Intentionally                        | Intentionally    |
| 母 *リトルアロー Little Arrow 1998 鹿毛 | 母の母Born a Lady 1981 鹿毛           | Tentam                               | Tamerett                             |                  |
| 母 *リトルアロー Little Arrow 1998 鹿毛 | 母の母Born a Lady 1981 鹿毛           | Natalma                              | Native Dancer                        | Native Dancer    |
| 母 *リトルアロー Little Arrow 1998 鹿毛 | 母の母Born a Lady 1981 鹿毛           | Natalma                              | Almahmoud F.No.2-d                   |                  |
| 母系(F-No.)                             | (FN:2-d)                              | (FN:2-d)                             | (FN:2-d)                             | [ § 3 ]          |
| 5代内の近親交配                         | Native Dancer:M4×M5, Almahmoud:M4×S5  | Native Dancer:M4×M5, Almahmoud:M4×S5 | Native Dancer:M4×M5, Almahmoud:M4×S5 | [ § 4 ]          |
| 出典                                    | 1. 2. 3. 4.                           | 1. 2. 3. 4.                          | 1. 2. 3. 4.                          | 1. 2. 3. 4.      |

- 母の半姉Deviltanteのひ孫に2016年東海ステークス・平安ステークス勝ち馬のアスカノロマン、別の半姉ランバダレディの孫に2015年ファルコンステークス勝ち馬のタガノアザガルがいる。